# Pagurus politus
Pagurus politus är en kräftdjursart som först beskrevs av Sidney Irving Smith 1882.  Pagurus politus ingår i släktet Pagurus och familjen eremitkräftor. Inga underarter finns listade i Catalogue of Life.